# Eero Hyvärinen
Eero Juho Hyvärinen (Kontiolahti, 27 aprile 1890 – Lahti, 27 maggio 1973) è stato un ginnasta finlandese.

## Palmarès

### Olimpiadi
- 1 medaglia:
  - 1 argento (Stoccolma 1912 nel concorso libero a squadre)